# Confédération sportive internationale travailliste et amateur
La Confédération Sportive Internationale Travailliste et Amateur (CSIT) est une organisation internationale omnisports basée sur les idéaux du mouvement travailliste international : égalité et solidarité dans la sport. Elle est membre de SportAccord et associée à l'Internationale socialiste.

## Histoire
La première Internationale du sport ouvrier est créée le 10 mai 1913 à Gand en Belgique, sous le nom d'Association socialiste internationale d'éducation physique (ASIEP). Elle regroupe les organisations sportives ouvrières de France, d'Angleterre et de Belgique avant d'accueillir aussi la Fédération des gymnastes ouvriers d’Allemagne, la plus grande organisation de ce type à l'échelle mondiale. Comme toutes les organisations internationales du mouvement ouvrier, son histoire reste marquée par les guerres du XXe siècle. L'ASIEP est rétablie à  Lucerne en Suisse le 14 septembre 1920. Couramment appelée Internationale sportive de Lucerne, elle adopte en 1928 le nom officiel d'Internationale sportive ouvrière socialiste. Celle-ci disparaît après l'éclatement de la Seconde Guerre mondiale. Son successeur est le Comité sportif international du travail, établi à  Bruxelles en Belgique le 30 mai 1946, qui deviendra la Confédération sportive internationale du travail.
En 1973 cette association entre à SportAccord (ex-AGFIS) et est reconnue par le Comité international olympique (CIO) le 31 octobre 1986. À partir de l'année suivante l'assemblée générale devient annuelle et se mue en congrès tous les deux ans. En 2011 le congrès de Rio de Janeiro décide d'engager la CSIT dans la défense et la promotion de l'amateurisme et son nom devient Confédération sportive internationale travailliste et amateur (CSITA).
Celle-ci célèbre son centenaire à Bruxelles et Gand en Belgique en 2013. À cette occasion il est décidé que le congrès sera dorénavant annuel.

## Membres
La CSIT compte 35 organisations membres réparties dans 29 pays d'Europe, d'Afrique, d'Amérique latine et du Proche-Orient (Asie de l'Ouest). Parmi ceux-ci on relève notamment l'émirat d'Abou Dabi, l'Algérie, l'Allemagne, l'Angola, l'Autriche, la Belgique, le Brésil, la Bulgarie, Chypre, le Danemark, l'Estonie, l'Égypte, l'Espagne, la Finlande, l'Irlande, Israël, l'Italie, la Lettonie, la Lituanie, le Maroc, le Mexique, la Palestine, les Pays-Bas, le Portugal, la Russie, le Sénégal, la Suisse et la Tunisie.
En France, la Fédération française du sport travailliste et la Fédération sportive et gymnique du travail sont affiliées à la CSIT.

## Compétition multisports
Avant la Seconde Guerre mondiale, la CSIT organise les Olympiades ouvrières avec une périodicité de 6 ans en 1925, 1931 et 1937. Si la CSIT organise ensuite des grands championnats par discipline, il faut attendre 2008 pour que les Jeux sportifs mondiaux de la CSIT soient rétablis à Rimini et organisés depuis tous les deux ans. L'édition de 2012 est reculée d'un an afin que ces jeux se déroulent sur des années impaires et éviter ainsi une concurrence avec les Jeux olympiques tous les 4 ans.
En 1936, elle est également à l'initiative exceptionnelle des Olympiades populaires de Barcelone organisées en contrepoint des Jeux olympiques de Berlin.

### CSIT World Sports Games
CSIT World Sports Games
- VII-CSIT WSG; Zagreb  Croatie (2021).
- VI-CSIT WSG; Tortosa  Espagne (02/VII - 07/VII/2019).
- V-CSIT WSG; Riga  Lettonie (VI/2017).
- IV-CSIT WSG; Lignano  Italie (2015).
- III-CSIT WSG; Varna  Bulgarie (VI/2013).
- II-CSIT WSG; Tallinn  Estonie (VII/2010).
- I-CSIT WSG; Rimini  Italie (2008).

## Coopérations internationales
La CSIT est membre :
- de SportAccord[7];
- du Conseil international pour l'éducation physique et la science du sport (CIEPSS)[8] ;
- du groupe de travail du CIO coordonnant le Sport pour tous[9] ;
- de l'Internationale socialiste.

Logo de SportAccord
L'Internationale socialiste